# Adontomerus impolitus
Adontomerus impolitus är en stekelart som först beskrevs av Askew och Nieves Aldrey 1988.  Adontomerus impolitus ingår i släktet Adontomerus och familjen gallglanssteklar. Inga underarter finns listade i Catalogue of Life.